# Peinture libanaise
La peinture libanaise voit le jour à l'initiative de l'émir  Fakhreddine II (1572–13 avril 1635). Entre 1613 et 1618, exilé en Italie, il séjourne en particulier en Toscane, où il est accueilli par les Médicis. Ébloui par l'art de la Renaissance, ce prince libanais cherche à promouvoir les beaux-arts à la manière des potentats italiens. Orientalistes, peintres et architectes italiens et européens sont invités au Liban à son retour d’exil.

## Les débuts

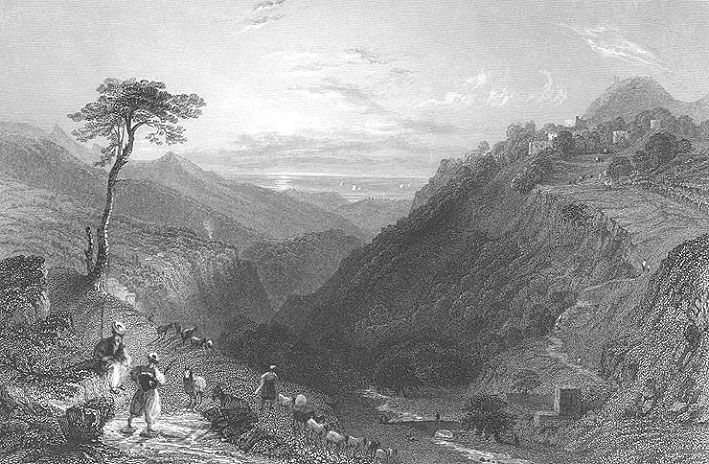
Paysage libanais, 1838, William Henry Bartlett, gravure

Michel Fani note le rôle de l'Église maronite dans le développement d'une iconographie religieuse inspirée par l'art italien. Il cite les noms de Daoud Corm (1852-1930), Moussa Dib (mort en 1826) et Kenaan Dib (mort en 1873).
Dans le milieu musulman, l'interdit religieux qui frappe les images ne permet que le développement de certaines formes picturales, notamment le portrait. Peintres et architectes libanais et européens travailleront du XVIIe siècle au  XIXe siècle pour les émirs et princes du Liban, mais aussi pour des familles de commerçants et les mécènes fortunés.

## XIXeet XXesiècles
À partir du XIXe siècle et jusqu'au milieu du XXe siècle, les peintres orientalistes, relayés par la gravure, vont développer une certaine image des paysages orientaux.  L’apparition de l’Impressionnisme en France et la remise en question des canons de la peinture occidentale incite les peintres libanais à s'émanciper de leur côté. Le protectorat français (1920-1943) voit la multiplication des ateliers un peu partout au Liban, notamment à Beyrouth et au Mont-Liban, et l'épanouissement d'artistes tels que Saliba Douaihy (1915-1994), Mustafa Farroukh (1901-1957), César Gemayel (1898-1958), Omar Onsi (1901-1969), et Joseph Terdjan (1924-2001). Ces artistes cherchent à se dégager de la vision occidentale du paysage et à créer un vocabulaire plastique proprement libanais, mais leurs paysages du Liban restent encore idéalisés. Joseph Terdjan, lui, se tourne vers l'abstraction dès ses débuts, lorsqu'il vit et expose à Beyrouth au début des années 1940, puis par la suite à Paris où il arrive à ses 25 ans. 
Après l'Indépendance, la création en 1943 de l'Académie libanaise des Beaux-Arts (qui deviendra l'ALBA) par César Gemayel et Alexis Boutros est un nouveau pas vers l'émancipation des jeunes artistes, qui ne sont plus obligés d'aller faire leurs études à Paris. En 1954, l'Université américaine de Beyrouth ouvre un département des beaux-arts. Le ministère de l'éducation organise depuis 1953 des expositions régulières qui permettent aux jeunes artistes de se faire connaître. Beyrouth devient le centre artistique du Moyen-Orient. La peinture libanaise n'a cessé depuis de donner le jour à de nouvelles générations d'artistes. 